# Torneo Competencia 1963
El Torneo Competencia 1963 fue la vigesimatercera edición del Torneo Competencia. Compitieron los doce equipos de Primera División. El campeón fue Nacional por quinta vez consecutiva. La forma de disputa fue de un torneo a una rueda todos contra todos.

## Posiciones
| Puesto | Equipo         | Pts. | PJ | PG | PE | PP | GF | GC | Dif. |
| ------ | -------------- | ---- | -- | -- | -- | -- | -- | -- | ---- |
| 1.º    | Nacional       | 14   | 9  | 6  | 2  | 1  | 20 | 4  | 16   |
| 2.º    | Rampla Juniors | 12   | 9  | 6  | 0  | 3  | 19 | 12 | 7    |
| 3.º    | Defensor       | 12   | 9  | 5  | 2  | 2  | 19 | 17 | 2    |
| 4.º    | Peñarol        | 10   | 9  | 5  | 0  | 4  | 16 | 10 | 6    |
| 5.º    | Racing         | 10   | 9  | 4  | 2  | 3  | 12 | 7  | 5    |
| 6.º    | Liverpool      | 9    | 9  | 3  | 3  | 3  | 11 | 14 | -3   |
| 7.º    | Wanderers      | 7    | 9  | 2  | 3  | 4  | 10 | 13 | -3   |
| 8.º    | Danubio        | 7    | 9  | 3  | 1  | 5  | 12 | 19 | -7   |
| 9.º    | Cerro          | 6    | 9  | 3  | 0  | 6  | 17 | 25 | -8   |
| 10.º   | Fénix          | 3    | 9  | 1  | 1  | 7  | 9  | 24 | -15  |

| Campeón Nacional 9.no título |

## Resultados
| Peñarol        | 3-1 | Rampla Juniors |
| Danubio        | 4-1 | Liverpool      |
| Nacional       | 5-2 | Defensor       |
| Cerro          | 2-1 | Fénix          |
| Wanderers      | 0-0 | Racing         |
| Nacional       | 2-0 | Danubio        |
| Cerro          | 4-2 | Wanderers      |
| Defensor       | 3-1 | Racing         |
| Peñarol        | 1-0 | Liverpool      |
| Rampla Juniors | 5-0 | Fénix          |
| Peñarol        | 4-0 | Defensor       |
| Wanderers      | 2-2 | Liverpool      |
| Danubio        | 2-1 | Fénix          |
| Racing         | 1-0 | Cerro          |
| Nacional       | 3-0 | Rampla Juniors |
| Nacional       | 0-0 | Wanderers      |
| Defensor       | 3-1 | Fénix          |
| Liverpool      | 2-1 | Cerro          |
| Rampla Juniors | 3-1 | Danubio        |
| Racing         | 2-1 | Peñarol        |
| Peñarol        | 4-2 | Fénix          |
| Defensor       | 2-2 | Liverpool      |
| Racing         | 4-1 | Danubio        |
| Rampla Juniors | 1-0 | Wanderers      |
| Nacional       | 8-1 | Cerro          |
| Nacional       | 0-0 | Racing         |
| Liverpool      | 2-2 | Fénix          |
| Danubio        | 0-0 | Defensor       |
| Rampla Juniors | 4-1 | Cerro          |
| Wanderers      | 2-1 | Peñarol        |
| Peñarol        | 2-1 | Cerro          |
| Defensor       | 4-2 | Rampla Juniors |
| Liverpool      | 1-0 | Racing         |
| Wanderers      | 2-1 | Danubio        |
| Nacional       | 1-0 | Fénix          |
| Defensor       | 2-1 | Wanderers      |
| Cerro          | 6-2 | Danubio        |
| Rampla Juniors | 2-0 | Liverpool      |
| Racing         | 4-0 | Fénix          |
| Nacional       | 1-0 | Peñarol        |
| Liverpool      | 1-0 | Nacional       |
| Defensor       | 3-1 | Cerro          |
| Fénix          | 2-1 | Wanderers      |
| Rampla Juniors | 1-0 | Racing         |
| Danubio        | 1-0 | Peñarol        |